# Georges Rouault
Georges Henri Rouault (París, 27 de mayo de 1871-13 de febrero de 1958) fue un pintor francés fauvista y expresionista. Trabajó además la litografía y el aguafuerte.

## Infancia y educación
Rouault nació en París en una familia pobre. Su madre le animó en su amor por las artes, y en 1885 un Rouault de 14 años entró como aprendiz con un pintor de vidrio policromado y restaurador, a lo que se dedicó hasta 1890. Esta temprana experiencia como pintor de vidrio se ha señalado como posible origen del fuerte contorno de color negro y colores intensos que caracterizan su estilo pictórico de madurez. Durante su aprendizaje también acudió a clases vespertinas en la Escuela de Bellas Artes, y en 1891 entró en la École des Beaux-Arts, la escuela de arte oficial de Francia. Allí estudió con Gustave Moreau, convirtiéndose en su estudiante favorito. Las primeras obras de Rouault muestran un simbolismo en el uso del color que probablemente refleja la influencia de Moreau, y cuando Moreau falleció en 1898 Rouault fue nombrado curador del Museo Moreau en París.

## Primeras obras
Rouault también conoció a Henri Matisse, Albert Marquet, Henri Manguin, y Charles Camoin. Estas amistades lo acercaron al Fovismo, cuyo líder era Matisse. 
Desde 1895 en adelante, participó en grandes exposiciones públicas, destacadamente, en el Salon d’Automne, donde se mostraban pinturas de temas religiosos, los paisajes y los bodegones. En 1905 expuso sus pinturas en el Salon d’Automne con los otros fovistas. Mientras Matisse representaba los aspectos reflexivos y racionales del grupo, Rouault encarnaba un estilo más espontáneo e instintivo.
Su uso de bruscos contrastes y su emocionalidad se atribuyen a la influencia de Vincent van Gogh. Sus caracterizaciones de personalidades grotescas remarcadas en exceso inspiraron a los pintores expresionistas.

## Obras expresionistas
En 1907, Rouault comenzó una serie de cuadros dedicados a tribunales, payasos y prostitutas. Estas pinturas se interpretan en clave de crítica social y moral. Le atrajo el espiritualismo y el existencialismo dramático del filósofo Jacques Maritain, quien fue un amigo cercano durante el resto de su vida. Después de esto, se dedicó a los temas religiosos. La naturaleza humana centró siempre su interés. Rouault dijo: «Un árbol contra el cielo posee el mismo interés, el mismo carácter, la misma expresión que la figura de un ser humano».
En 1910, Rouault vio por primera vez expuestas sus obras en la Galería Druet. Sus obras fueron estudiadas por los artistas alemanes de Dresde, que posteriormente formarían el núcleo del expresionismo. 
Desde 1917, Rouault se dedicó a la pintura. Buscó inspiración en los temas religiosos: primero de todo, en el tema de la pasión de Cristo. La faz de Jesús y los lamentos de las mujeres a los pies de la cruz son símbolos del dolor del mundo que para Rouault quedaba aliviado por la creencia en la resurrección.
En 1930 comenzó a exponer en el extranjero, principalmente en Londres, Nueva York y Chicago.
Al final de su vida quemó alrededor de trescientos de sus cuadros, que actualmente valdrían quinientos millones de francos. Rouault murió en París en 1958.

## Religiosidad
Rouault fue un ferviente católico, y aunque muchas de sus obras son de temática estrictamente cristiana, entendía que cualquier obra de arte verdadero es religiosa en un sentido más amplio.

## Obras
- Camino del calvario (1891)
- La Santa Faz (1933)
- El rey viejo (1937), que se considera su mejor obra expresionista
- Ciclo «Miserere», expuesto en 1948

### Fuente en línea
- Fundación Georges Rouault
- "Rouault, Georges." The Columbia Encyclopedia
- Georges Rouault. Artcyclopedia.com.
- "Georges Rouault." Artchive.com
- "George Rouault". Spaightwood Galleries
- Imágenes de Rouault en el Museo de Bellas Artes de San Francisco.
- Información sobre Rouault y el Expresionismo alemán
- «Miserere» de Rouault al completo
- «Miserere», exposición en Ancona Ancona (Italia)

### Libros
- Rouault, Georges. Sobre el arte y sobre la vida, trad. Oihana Robador, Pamplona, Colección Cátedra Félix Huarte / Eunsa, 2007.
- Dyrness, William A. Rouault: A Vision of Suffering and Salvation. Grand Rapids, MI: William B. Eerdmans, 1971.
- Maritain, Jacques. Georges Rouault. The Pocket Library of Great Art. Nueva York: Harry N. Abrams, Inc., 1954.
- Getlein, Frank and Dorothy Getlein. George Rouault's Miserere. Milwaukee: Bruce, 1964.
- San Lazzaro, G. di. Homage to George Rouault. Nueva York: Tudor, 1971.
- Courthion, Pierre. Rouault. Nueva York: Harry N. Abrams, Inc. 1961.
- Robador, Oihana. Georges Rouault. Al margen de las doctrinas, Pamplona, Eunsa, 2004

- Datos: Q156128
- Multimedia: Georges Rouault / Q156128